# 加藤行輝
加藤 行輝（かとう こうき、1950年5月9日 - ）は、北海道のNHK帯広放送局長を務めた元アナウンサー。北海道の北見や帯広、東北地方の秋田の勤務を経験したため、北海道東部や東北地方北部の地理に詳しい。

## 人物
1975年、日本放送協会に入局。最初の勤務地は北海道の北見、のちに帯広放送局長を務めた。すでに退職している。

## 嗜好・挿話
- 「若者」に「強い関心」を抱いた時期があった。
- 「行輝」は「ゆきてる」ではなく「こうき」と読む。

## 出演
- 北海道オホーツク地域・北見放送局管内のニュース（北見放送局）
- FMリクエストアワー（秋田放送局）